# Молодцов Олександр Васильович
Олександр Васильович Молодцов (рос. Александр Васильевич Молодцов; нар. 1 березня 1962, Москва, РРФСР) — радянський футболіст, нападник та півзахисник. Майстер спорту СРСР (1981).

## Життєпис
Вихованець СДЮСШОР «Динамо».
У вищій лізі дебютував 5 жовтня 1980 року в матчі 26-о туру проти «Зеніту», вийшовши на заміну на 54-й хвилині замість Валерія Матюніна. У 1984 році став володарем Кубку СРСР, у фіналі обігравши «Зеніт». Всього за «біло-блакитних» Молодцов зіграв 148 матчів та відзначився 17 голами.
У 1987 році захворів на жовтуху і в підсумку залишив клуб. Після цього поїхав в андижанський «Пахтакор», але не зігравши жодного матчу перейшов у «Металург» із Запоріжжя. У наступні роки Олександр грав у багатьох клубах. У 1991 році завершив кар'єру у віці 29 років.

## Досягнення
- Вища ліга СРСР
  -  Срібний призер (1): 1986

- Кубок СРСР
  -  Володар (1): 1984